# Șimonești
Şimoneşti er en kommune i Harghita-distriktet i Rumænien. Den ligger i det østlige Transsylvanien og er på 118,45 km2; der bor 3.738 mennesker i kommunen, hvoraf stort set samtlige er etnisk ungarere, og mange er unitarer af religiøs overbevisning. Der er to landsbyer, Nicoleni (ungarsk: Székelyszentmiklós) og Rugăneşti (ungarsk: Rugonfalva) i kommunen.

46°21′24″N 25°05′45″Ø / 46.356614°N 25.095801°Ø